# Elecciones provinciales de Santiago del Estero de 2025
Las elecciones provinciales de Santiago del Estero de 2025 se realizarán el 26 de octubre para renovar los principales cargos ejecutivos y legislativos de la provincia argentina de Santiago del Estero. Coincidirán con las elecciones legislativas nacionales.
Durante la jornada electoral se elegirá al próximo gobernador y vicegobernador de la provincia, se renovarán 40 escaños de la Legislatura provincial y se elegirán autoridades municipales en distintos departamentos. La fecha de las elecciones municipales será fijada por cada municipio conforme a su legislación local.

## Candidaturas
La Formula del oficialismo provincial el Frente Cívico por Santiago de Gerardo Zamora (político) y Claudia Ledesma Abdala es Elias Suarez actual Jefe de Gabinete provincial para Gobernador y Carlos Silva Neder actual Vicegobernador provincial para Vicegobernador.
El candidato de la oposición, bajo el frente Despierta Santiago, será el radical Alejandro Parnás.